# God Bless Tiny Tim
God Bless Tiny Tim è il primo album in studio di Tiny Tim, pubblicato nel 1968 dalla Reprise Records. Include Tip-Toe Thru' The Tulips With Me (la canzone che lo rese famoso), Livin' In The Sunlight, Lovin' In The Moonlight, una versione di I Got You Babe, e altre canzoni poco conosciute. Alcuni brani hanno testi umoristici e sono cantati in maniera divertente o inaspettata. L'album, nonostante sia ampiamente elogiato, non uscì in CD fino alla fine degli anni novanta, soltanto in Giappone. È stato ristampato in CD nel 2013 con varie bonus track di versioni alternative e strumentali delle canzoni e altri singoli non facenti parte dell'album.
L'album è prodotto da Richard Perry, produttore dell'album d'esordio di Captain Beefheart Safe as Milk, che produsse poi anche Diana Ross, Harry Nilsson, Rod Stewart, Carly Simon e Ringo Starr. Gli arrangiamenti sono di Artie Butler.
Nessuna delle canzoni è composta da Tiny Tim, infatti tutte le canzoni sono state scritte da vari compositori, principalmente nei primi anni del XX secolo. La maggior parte dei brani è semi-sconosciuta, sebbene ce ne siano alcuni più celebri come I Got You Babe di Sonny Bono, e Stay Down Here Where You Belong di Irving Berlin.
Per una parte dell'album, Tim canta con il suo insolito stile di falsetto. Tuttavia, in altre canzoni (Stay Down Here Where You Belong, The Coming Home Party ed altre) canta in baritono, dimostrando la sua eccezionale estensione vocale. In On The Old Front Porch, Daddy, Daddy, What is Heaven Like? e I Got You Babe canta sia in falsetto che in baritono, alternando le due. Un giochetto vocale in I Got You Babe è rivelato nelle ultime parole dove sia la voce baritona che quella in falsetto cantano contemporaneamente, svelando che l'apparente agile duetto è soltanto Tim che canta con lui stesso grazie al mixaggio audio delle tracce vocali.

## Tracce
1. Welcome to My Dream (Jimmy Van Heusen, Johnny Burke)
2. Tip-Toe Thru' The Tulips With Me (Al Dubin, Joe Burke)
3. Livin' in the Sunlight, Lovin' in the Moonlight (Al Lewis, Al Sherman)
4. On The Old Front Porch (Hy Heath, John Lange)
5. The Viper (Norman Blagman)
6. Stay Down Here Where You Belong (Irving Berlin)
7. Then I'd Be Satisfied With Life (George M. Cohan)
8. Strawberry Tea (Gordon Alexander)
9. The Other Side (Bill Dorsey)
10. Ever Since You Told Me That You Love Me (I'm A Nut) (Edgar Leslie, Grant Clarke, Jean Schwartz)
11. Daddy, Daddy, What Is Heaven Like? (Art Wayne)
12. The Coming Home Party (Diane Hildebrand, Jack Keller)
13. Fill Your Heart (Biff Rose, Paul Williams)
14. I Got You, Babe (Sonny Bono)
15. This Is All I Ask (Gordon Jenkins)